# خانه محمد کاتب
خانه محمد کاتب مربوط به دوره قاجار است و در شیراز، بازارچه نایب، کوچه علمدار، پلاک ۳۶ واقع شده و این اثر در تاریخ ۱۰ خرداد ۱۳۸۲ با شمارهٔ ثبت ۸۹۷۸ به‌عنوان یکی از آثار ملی ایران به ثبت رسیده است.